# Mollinedia butleriana
Espèce
Synonymes
- Mollinedia gentryi Peixoto[1]

Statut de conservation UICN

 CR C2b : 
En danger critique
Mollinedia butleriana est une espèce de plantes à fleurs de la famille des Monimiaceae endémique du Honduras.

## Publication originale
- Publications of the Field Museum of Natural History, Botanical Series 4(8): 306–307. 1929. (24 Oct 1929)